# HTC Wildfire S
HTC Wildfire S (a510) — смартфон, разработанный HTC Corporation. Был анонсирован 15 февраля 2011 года на Mobile World Congress, поступил в продажу в Европе в мае 2011 года. 2 декабря 2011 года обновлён до Android 2.3.5: экран блокировки стал похож на таковой в Sense 3.5. 9 января 2012 года появилась возможность разблокировать загрузчик (bootloader) официально, но с частичной потерей гарантии. Оснащён процессором Qualcomm 7227-1 с тактовой частотой 600 МГц и видеоускорителем Adreno 200. Работает под управлением операционной системы Android 2.3.5. Смартфон обладает TFT LCD ёмкостным дисплеем с поддержкой четырёхпальцевого multitouch и стеклом Asahi Glass. Также оснащён 5-мегапиксельной камерой со светодиодной вспышкой и автофокусом. В комплекте идут наушники, USB-кабель, переходник для зарядки по USB-кабелю через розетку, карта памяти на 2Гб class 2.
По сравнению с HTC Wildfire, имеет более новый процессор (Qualcomm 7227 600Мгц вместо Qualcomm 7225 528Мгц) и бо́льшее разрешение экрана (QVGA, улучшено до HVGA), а также, увеличен объём ОЗУ (с 384Мб до 512Мб). Wildfire S в отличие от предшественника не оснащается оптическим трекболом.
Производительность:
Neocore — 55,1 FPS без звука, со звуком 50.3 FPS
Quadrant — 715 баллов
Для установки приложений доступно 150Мб, возможен перенос на MicroSD-карту (но переносимое приложение должно его поддерживать). Оперативной памяти в среднем доступно 370 Мб в режиме без нагрузки.

## Процессор
Qualcomm 7227 с тактовой частотой 600 MHz и видео ускорителем Adreno 200 GPU.
Архитектура — ARMv6

## Экран
3,2-дюймовый HVGA TFT LCD экран. Разрешение дисплея составляет 320х480 пикселей.

## Аккумулятор
Li-ion аккумулятор ёмкостью 1230 mAh.

## Камера
Смартфон оснащён основной 5-мегапиксельной камерой. В ней есть LED вспышка, автофокус, распознавание лиц, различные эффекты. На всех фотоснимках и видео присутствует чуть-чуть заметный розоватый оттенок. Видео пишет в VGA (640x480) разрешении.
Фронтальная камера отсутствует.

## Память
На смартфоне установлено 512 Мб оперативной памяти и 512 Мб flash-памяти. Аппарат имеет слот расширения памяти до 32 Гб и поставляется в комплекте с картой памяти на 2 Гб. Встроенная flash-память используется только для хранения приложений и их данных. Фотографии, видеозаписи и другие подобные файлы там хранить не получится.

## Беспроводные модули
Аппарат имеет встроенные модули беспроводной передачи данных:
- Wi-Fi стандарта 802.11 b/g/n Также может выступать в роли точки доступа.
- Bluetooth 3.0
- Стандарты передачи данных: GSM, 3G, GPRS, EDGE.

## Программное обеспечение
| Программное обеспечение  | Наличие                              |
| ------------------------ | ------------------------------------ |
| Клиент электронной почты | Да                                   |
| Android Market           | Да                                   |
| Голосовой поиск          | Да                                   |
| Поиск фотографий         | Требуется загрузка                   |
| Google Maps              | Да                                   |
| Facebook                 | Да                                   |
| Twitter                  | Да                                   |
| Skype                    | Требуется загрузка                   |
| Сканер QR-кодов          | Требуется загрузка                   |
| Flash                    | Да, но только во встроенном браузере |

### Операционная система
Поставляется с установленной Android Gingerbread версии 2.3.5.

### Интерфейс
Фирменный интерфейс собственного производства компании HTC — HTC Sense версии 2.1 с экраном блокировки из HTC Sense 3.0.
Особенностью этого UI является вид сверху (англ. helicopter view), с помощью которого можно увидеть все 7 рабочих столов, вызываемый «щипком» на главном экране, или нажатием «Домика» на главном экране.